# Peredélkino
Peredélkino (del ruso: Переде́лкино) es una pequeña ciudad situada a unos 25 km al suroeste de Moscú, rodeada por grandes bosques. Es famosa por albergar el hogar en el campo (dacha) de muchos famosos escritores rusos y de otras nacionalidades de la antigua Unión Soviética: Borís Pasternak, Kornéi Chukovski, Arseni Tarkovski y Róbert Rozhdéstvenski (los cuatro enterrados en el cementerio local), Iliá Erenburg, Isaak Bábel, Bulat Okudzhava, Bela Ajmadúlina, Yevgueni Yevtushenko, entre otros.

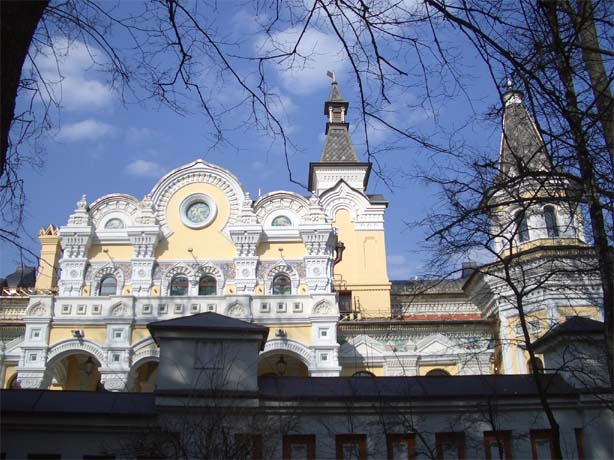
Residencia del Patriarca de Moscú

En 1934, Máximo Gorki sugirió a Stalin asignar un área en Peredélkino a la Unión de Escritores Soviéticos con el fin de construir casas para sus miembros y una Casa de creación para los afiliados al Fondo literario (Literaturny fond). En la Casa de creación en distintos momentos vivieron y escribieron Mijaíl Bajtín, Yuri Olesha, Konstantín Paustovski, Yuri Kazakov.
En los últimos años, tras la disolución de la URSS, Peredélkino se ha convertido en un lugar privilegiado para las mansiones de los nuevos ricos rusos. Muchos edificios nuevos se construyeron en el cercano distrito de Novo-Peredélkino.
En Novo-Peredélkino se encuentra la residencia del Patriarca de Moscú y de todas las Rusias que cuenta con la iglesia de la Transfiguración del Señor (Церковь Преображения Господня в Переделкино). En la actualidad el complejo religioso ocupa 30 hectáreas.
El lugar es mencionado en el famoso libro de John le Carré La Casa Rusia de 1989, y también en la película homónima de 1990 protagonizada por Sean Connery, Klaus Maria Brandauer y Michelle Pfeiffer.